# 康纳·莱希
康纳·莱希（英語：Conor Leahy，1999年4月16日—），澳大利亚男子自行车运动员。他曾代表澳大利亚参加2022年英联邦运动会自行车比赛，获得男子个人追逐赛和男子团体追逐赛铜牌。